# Partido Verde de Inglaterra y Gales
El Partido Verde de Inglaterra y Gales (en inglés: Green Party of England and Wales y en galés: Plaid Werdd Cymru a Lloegr) es un partido político ecologista británico fundado en 1990. 
Desde el 2 de septiembre de 2016 sus colíderes son Caroline Lucas y Jonathan Bartley.
Entre el 2012-2016 el líder fue Natalie Bennett.

## Resultados electorales

### Elecciones generales
| Elección | Votos          | Porcentaje | Escaños |
| -------- | -------------- | ---------- | ------- |
| 1992     | 170.037 (#7)   | 0,50%      | 0/651   |
| 1997     | 63.991 (#12)   | 0,20%      | 0/659   |
| 2001     | 166.487 (#11)  | 0,60%      | 0/659   |
| 2005     | 257.695 (#5)   | 1,00%      | 0/646   |
| 2010     | 285.616 (#7)   | 1,00%      | 1/650   |
| 2015     | 1.157.630 (#6) | 3,80%      | 1/650   |
| 2017     | 525.665 (#6)   | 1,60%      | 1/650   |
| 2019     | 865.707 (#5)   | 2,70%      | 1/650   |
| 2024     | 1.943.813 (#5) | 6,80%      | 4/650   |

### Elecciones europeas
| Elección | Votos          | Porcentaje | Escaños | +/-         |
| -------- | -------------- | ---------- | ------- | ----------- |
| 1989     | 2.292.718 (#3) | 14,42%     | 0/81    |             |
| 1994     | 494.561 (#4)   | 3,12%      | 0/87    |             |
| 1999     | 625.378 (#5)   | 5,86%      | 2/87    | 2           |
| 2004     | 1.033.093 (#5) | 6,08%      | 2/78    | Sin cambios |
| 2009     | 1.223.303 (#5) | 7,80%      | 2/72    | Sin cambios |
| 2014     | 1.136.670 (#4) | 6,90%      | 3/73    | 1           |
| 2019     | 1.881.306 (#4) | 11,80%     | 7/73    | 4           |

### Asamblea de Gales
| 1999 | 25.858 (#5) | 2,5 | 0/60 |
| 2003 | 30.028 (#5) | 3,5 | 0/60 |
| 2007 | 33.803 (#7) | 3,5 | 0/60 |
| 2011 | 32.649 (#6) | 3,4 | 0/60 |
| 2016 | 30.211 (#7) | 3,0 | 0/60 |
| 2021 | 48.714 (#4) | 4,3 | 0/60 |